# Louis Milon
Pour les articles homonymes, voir Milon.
Œuvres principales
Les Noces de Gamache (1801)
Nina ou la Folle par amour (1815)
Scènes principales
Académie royale de musique
Louis-Jacques Milon est un danseur et maître de ballet français né à Notre-Dame-de-Gravenchon (Seine-Inférieure) le 18 avril 1766 et mort à Neuilly-sur-Seine le 25 novembre 1849.
Après quelques années passées à l'Académie royale de musique de Paris comme premier danseur, il devient maître de ballet à l'Ambigu-Comique, où il remporte beaucoup de succès sur les Boulevards. Appelé à l'Opéra comme maître de ballet, il y créera de nombreuses œuvres entre 1790 et 1826, qui seront, pour la plupart, reprises sur les principales scènes d'Europe.
Parallèlement à sa carrière de chorégraphe, il est aussi le dernier grand professeur de pantomime de l'Opéra.
Ses œuvres, si elles ne sont pas novatrices, sont bien en phase avec les goûts du temps et parfaitement lisibles pour le spectateur. S'appuyant sur une interprète de talent, Émilie Bigottini, il crée des pièces pleines de fantaisie et d'humour, mais aussi des mélodrames qui connaîtront un grand succès jusqu'à la suprématie du ballet romantique vers 1830.
Le 20 avril 1793, il avait épousé à Paris Marie-Catherine Bigottini, sœur aînée d'Émilie.

## Quelques œuvres
- 1789 : Pygmalion
- 1801 : Les Noces de Gamache
- 1803 : Lucas et Laurette
- 1813 : L'Enlèvement des Sabines
- 1813 : Nina ou la Folle par amour
- 1815 : L'Épreuve villageoise
- 1816 : Le Carnaval de Venise
- 1820 : Clari ou la Promesse de mariage